# برنارد لوفيل
ألفرد شارلز برنارد لوفيل (بالإنجليزية: Bernard Lovell)‏ (31 اغسطس 1913 - 6 أغسطس 2012)، فيزيائي وعالم فلك راديوي بريطاني. درس الفيزياء في جامعة بريستول وعمل محاضراً في جامعة مانشستر. تعود إليه فكرة إنشاء التلسكوب الراديوي في جودرل بانك، وقد عمل مديراً للمرصد بين الأعوام 1945-1980. وقد سُمي تلسكوب لوفيل الراديوي الموجود في مرصد جودرل بانك نسبةً إليه.

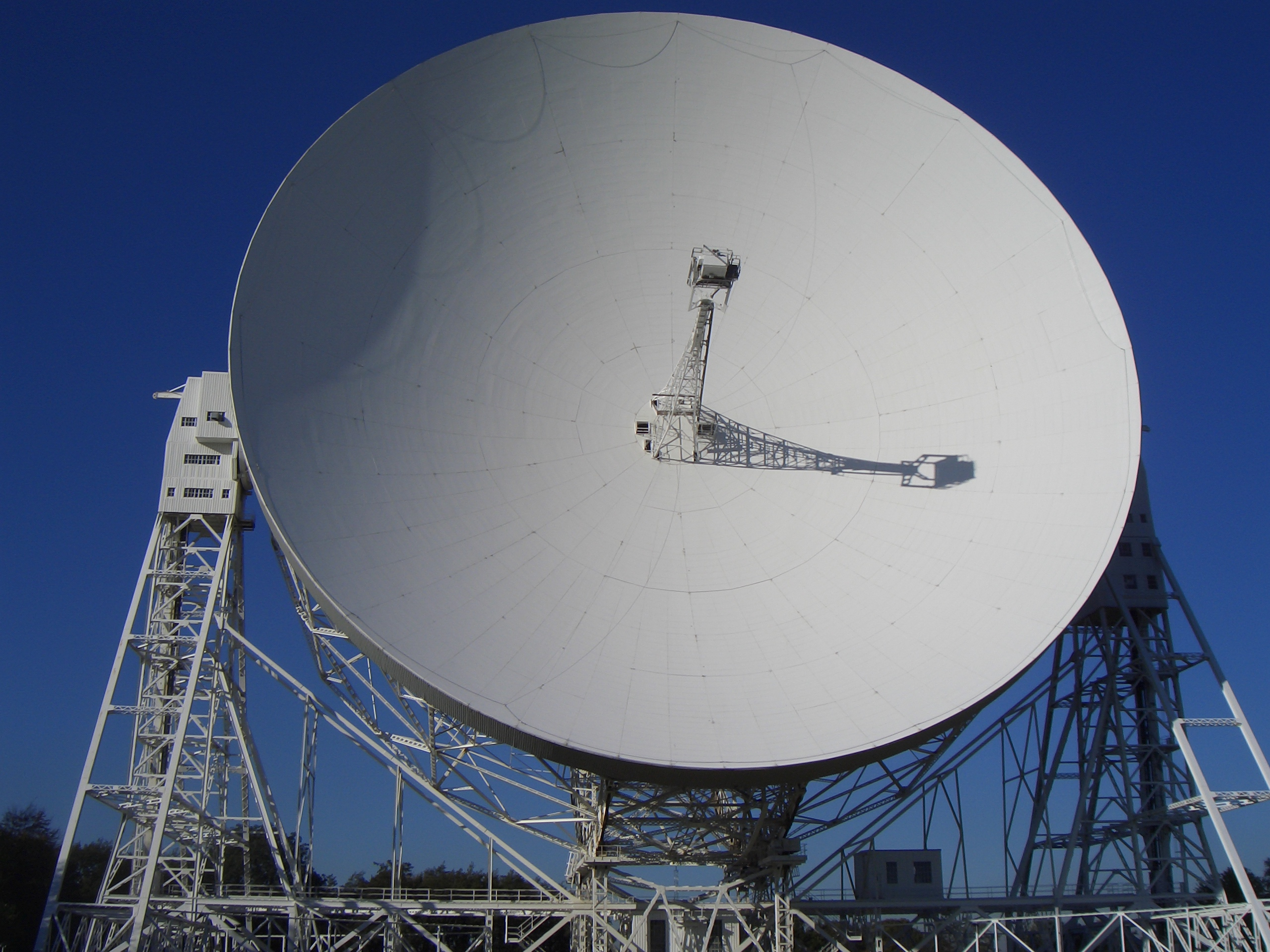
تلسكوب برنارد لوفيل الراديوي في مرصد جودرل بانك

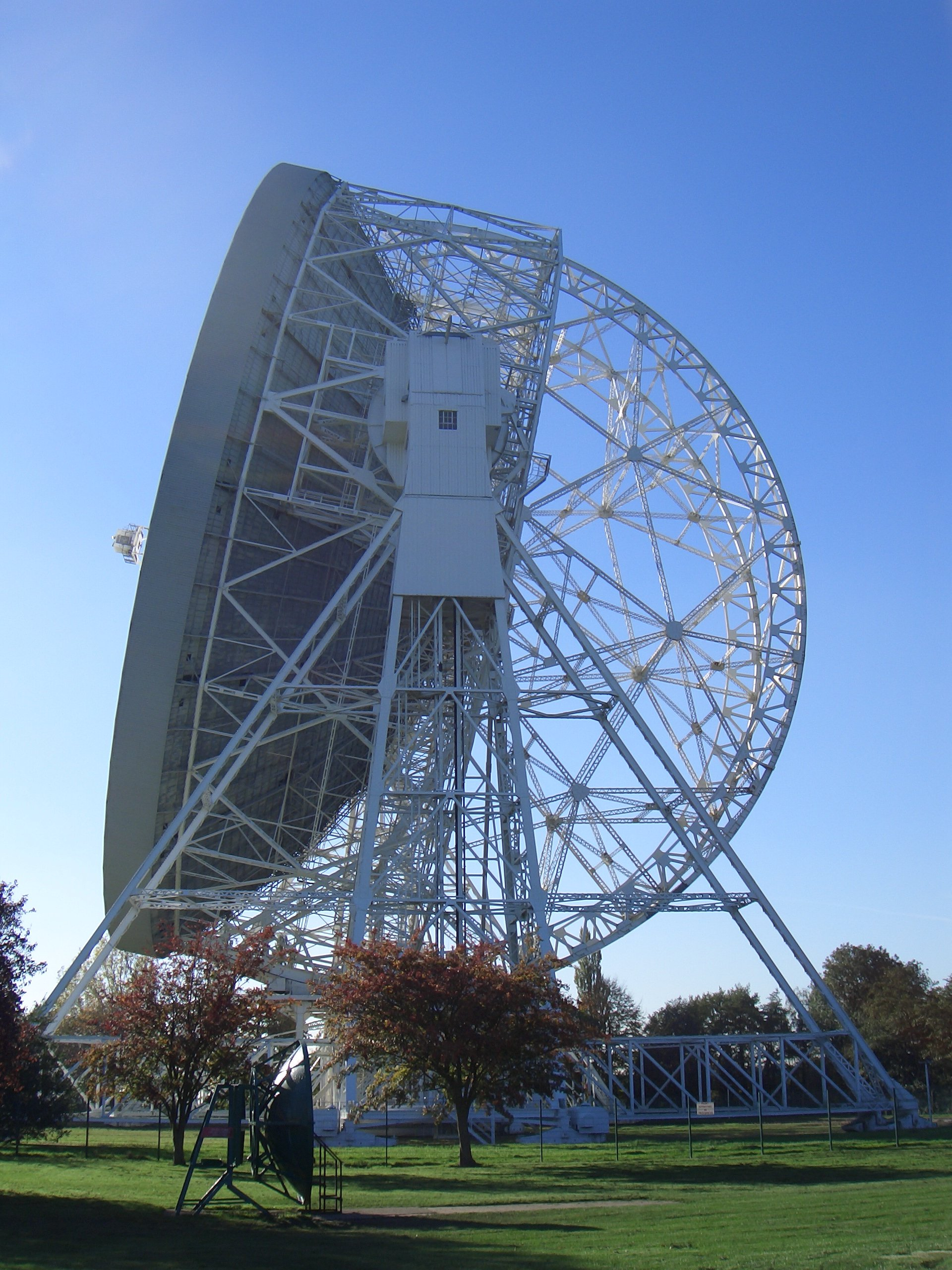
صورة جانبية لتلسكوب لوفيل

## روابط خارجية
- برنارد لوفيل على موقع الموسوعة البريطانية (الإنجليزية)
- برنارد لوفيل على موقع مونزينجر (الألمانية)
- برنارد لوفيل على موقع إن إن دي بي (الإنجليزية)